# Eustrotia olivula
Eustrotia olivula là một loài bướm đêm trong họ Noctuidae.